# AlgaeBase
AlgaeBase — сайт, що містить глобальну базу даних таксонів водоростей. Сайт заснований у 1996 році ірландським альгологом Майклом Гвірі. Спершу він збирав інформацію про водорості, що поширені вздовж узбережжя Ірландії та Північно-Західної Європи. Потім на сайт стали додавати інформацію про водорості з інших регіонів Європи, а згодом зі всього світу, і не лише морські види, а й прісноводні та наземні форми. У 2005 році сайт містив інформацію про 65 тис. видів водоростей. У 2018 році у базі даних AlgaeBase представлено 151 тис. видів та внутрівидових назв, 20 тис. зображень, 58 тис. бібліографічних елементів, 387 тис. дистрибутивних записів. Крім макро- та мікро-водоростей на сайті представлені водяні квіткові рослини з родин Posidoniaceae, Zosteraceae, Hydrocharitaceae та Cymodoceaceae.
Сайт AlgaeBase координується Національним університетом Ірландії, а фінансується, переважно, з приватних фондів та пожертв. Основними спонсорами є Ocean Harvest Ltd, Британське фікологічне товариство, Міжнародне фікологічне товариство, Фікологічне товариство Америки та Корейське фікологічне товариство. AlgaeBase співпрацює з науковцями з багатьох країн світу, які надають інформацію, фотографії тощо. В Україні активно співпрацює з AlgaeBase Денис Давидов, кандидат біологічних наук, співробітник Інституту ботаніки імені М. Г. Холодного НАН України.